# Ginuwine
Elgin Baylor Lumpkin (Austin, Texas; 15 de octubre de 1970), conocido profesionalmente como Ginuwine, es un cantante estadounidense de R&B y en ocasiones, actor. Firmado por Epic Records desde mediados de la década de 1990, Ginuwine ha grabado un gran número de exitosos álbumes y sencillos, convirtiéndose en uno de los artistas de R&B de más éxito. Cemonk vurillon bikini jomo bink komi

## Biografía
Ginuwine asistió y se graduó en el instituto Forestville en Forestville, Maryland, y en el Prince Georges Community College en Largo, Maryland con un grado paralegal, y pronto daría comienzo a su carrera musical, convirtiéndose en parte del colectivo Swing Mob. Por entonces, se podía ver a Ginuwine en uno de los videos de Jodeci. Allí, conoció a la rapera Missy Elliott y al productor musical Timbaland, quién se convirtió en uno de sus colaboradores principales durante los años 90. Su primer sencillo, "Pony" del álbum Ginuwine…The Bachelor de 1996, mostró al público su suave voz y el innovador estilo de producción de Timbaland, haciendo de los dos un dúo de éxito.
Tras su segundo álbum en 1999, 100% Ginuwine, él y Timbaland se distanciaron, y productores como R. Kelly empezaron a trabajar con él a partir de entonces. En 2001, Ginuwine situó su sencillo "Differences" en la posición 4 de la Hot 100. En 2002, apareció en el éxito "I Need a Girl (Part II)" de P. Diddy. Más tarde, Ginuwine crearía su propio sello discográfico, Bag Entertainment, donde destacaban artistas como Jose Cenquentez (que aparece en su álbum The Senior) y su esposa Solè. Ginuwine también es conocido por descubrir al vocalista Tireh.
El quinto y último álbum de Ginuwine, Back II Da Basics, salió a la venta el 15 de noviembre de 2005. El primer sencillo fue "When We Make Love", y el disco debutó #12 en Billboard 200, vendiendo cerca de 80.000 copias. "I'm In Love", un tema similar a su ballada #1 en las listas "Differences", es el segundo sencillo. Ginuwine también ha aparecido en el álbum Todd Smith de LL Cool J en el tema "Ooh Wee".
El artista se casó con Tonya Johnston (conocida como Sole) el 8 de septiembre de 2003 en México, y tiene dos hijas, Story y Dream. Sole ya tiene otras dos hijas, De'jan y Cypress, de una relación anterior, al igual que Ginuwine, aunque él en cambio tiene un hijo, llamado Elgin Jr.

## Discografía

### Álbumes
- 1996: Ginuwine... The Bachelor (2x Platino)
- 1999: 100% Ginuwine (2x Platino)
- 2001: The Life (Platino)
- 2003: The Senior (Platino)
- 2005: Back II Da Basics
- 2007: I Apologize
- 2009: A Man's Thoughts

### Sencillos
| Año  | Canción                                            | Posiciones en lista | Posiciones en lista | Posiciones en lista | Álbum                    |
| Año  | Canción                                            | US Hot 100          | US R&B              | R Top 40            | Álbum                    |
| ---- | -------------------------------------------------- | ------------------- | ------------------- | ------------------- | ------------------------ |
| 1996 | "Pony"                                             | #6                  | #1                  | #4                  | Ginuwine... The Bachelor |
| 1997 | "Tell Me Do U Wanna"                               | -                   | -                   | #10                 | Ginuwine...The Bachelor  |
| 1997 | "When Doves Cry"                                   | -                   | -                   | #16                 | Ginuwine...The Bachelor  |
| 1997 | "I'll Do Anything/I'm Sorry"                       | -                   | -                   | -                   | Ginuwine...The Bachelor  |
| 1998 | "Only When Ur Lonely"                              | -                   | -                   | -                   | Ginuwine...The Bachelor  |
| 1998 | "Holler"                                           | -                   | -                   | -                   | Ginuwine...The Bachelor  |
| 1998 | "Same Ol' G"                                       | -                   | -                   | #12                 | Dr. Dolittle BSO         |
| 1999 | "What's So Different"                              | #49                 | #21                 | #3                  | 100% Ginuwine            |
| 1999 | "So Anxious"                                       | #16                 | #2                  | #6                  | 100% Ginuwine            |
| 1999 | "None of Ur Friends Business"                      | #48                 | #7                  | -                   | 100% Ginuwine            |
| 1999 | "The Best Man I Can Be" (con Case, Tyrese, & R.L.) | #77                 | #20                 | -                   | The Best Man BSO         |
| 2001 | "There It Is"                                      | #66                 | #18                 | -                   | The Life                 |
| 2001 | "Differences"                                      | #4                  | #1                  | #2                  | The Life                 |
| 2001 | "Just Because"                                     | -                   | -                   | -                   | The Life                 |
| 2002 | "Tribute To A Woman"                               | -                   | #61                 | -                   | The Life                 |
| 2002 | "Stingy"                                           | #33                 | #7                  | -                   | Barbershop BSO           |
| 2003 | "Hell Yeah" (con Baby)                             | #17                 | #16                 | #5                  | The Senior               |
| 2003 | "In Those Jeans"                                   | #8                  | #3                  | #5                  | The Senior               |
| 2003 | "Love You More"                                    | #78                 | #28                 | -                   | The Senior               |
| 2005 | "When We Make Love"                                | -                   | #51                 | -                   | Back II Da Basics        |
| 2006 | "I'm In Love"                                      | -                   | #69                 | -                   | Back II Da Basics        |

## Filmografía
- 2002: Juwanna Man
- 2003: Honey
- 2015: Chocolate City

## Televisión
- 1998: Martial Law ... como Zeke Davis
- 2000: Moesha ... como Khalib
- 2003: Platinum ... como Hoody Rob
- 2004: Half & Half ... como R.J. Jack